# 范奧普赫伊森拼寫系統
范奧普赫伊森拼寫系統（荷蘭語：Spelling van Ophuijsen）於1901年至1947年間作為印尼語的正寫法，由荷蘭語正寫法擴充而來。在強制推行范奧普赫伊森系統之前，荷屬東印度（今印度尼西亞）境內的馬來語（今印尼語）是以爪夷文書寫的。後於1947年由共和國拼寫系統取代。這套系統也被當地印尼華人用於拼寫福建話等漢語變體。

## 歷史
此一系統的設計者夏爾·阿德里安·范奧普赫伊森教授是一名荷蘭語言學家。他曾在西蘇門答臘的武吉丁宜擔任教師，後來成為荷蘭萊登大學的馬來語言學教授。1901年，在兩位母語使用者的幫助之下，出版《馬來語拼寫詞彙表》（Kitab Logat Malajoe: Woordenlijst voor Spelling der Maleische Taal）；隨後於1910年再出版第二本著作《馬來語法》（荷蘭語：Maleische Spraakkunst）。1983年，後者由T·W·卡米爾（T.W. Kamil）翻譯為印尼語版本，並成為印尼馬來語拼寫和使用的重要指南。

## 特徵
范奧普赫伊森拼寫系統是由荷蘭語正寫法擴充而來，使荷蘭殖民當局更容易理解馬來語和印尼語的發音。因此，范奧普赫伊森拼寫系統使用拉丁字母的荷蘭語變體來拼寫，這也間接反映了當時的荷蘭語音系。以下列舉這個拼寫系統的一些顯著特徵：
- 複合字母dj用於拼寫[dʒ]發音，例如djari。
- 複合字母tj用於拼寫[tʃ]發音，例如tjutji。
- 複合字母j用於拼寫[j]發音，例如jang、pajah與sajang等。
- 複合字母nj用於拼寫[ɲ]發音，例如njamuk。
- 複合字母sj用於拼寫[ʃ]發音，例如sjarat。
- 複合字母ch用於拼寫[x]發音，例如achir。
- 複合字母oe用於拼寫[u]發音，例如goeroe、itoe與oemoer等。
- 撇號被用來寫喉塞音[ʔ]發音，例如ma'moer、'akal、ta'與pa'等。
- 分音符（如ä、ë、ï與ö等）被用來表示一個元音發音為一個完整的音節而不是一個雙元音（如ai [ai̯]、au [au̯]與oi [oi̯]等），例如dinamaï（發音如[dinamai]，而非[dinamai̯]）。